# Poul Holstein
Poul greve Holstein (født 22. januar 1952 i Helleruplund) er en dansk historiker, personalhistoriker og heraldiker, bror til Ulrich greve Holstein-Holsteinborg.
Holstein er søn af kammerherre, hofjægermester Ib greve Holstein-Holsteinborg og Eva Sophie Nathalie, født baronesse de Bertouch-Lehn.
Holstein er cand.mag. i historie og kunsthistorie. Han har været redaktionel medarbejder ved Weilbachs Kunstnerleksikon, 4, udgave (1994-2000) og medarbejder 1997-2009 i Det Kgl. Sølvkammer ved udstillinger på Christiansborg og Amalienborg. Endvidere har han 1990-2009 været medlem af styrelsen i det nordiske Heraldisk Selskab, fra 2009 æresmedlem i samme, og 1989-2010 redaktør af Heraldisk Tidsskrift. 2009-2011 var han analytiker i Politiets Efterretningstjeneste.
Holstein har skrevet artikler til Heraldisk Tidsskrift, Den Store Danske Encyklopædi og Weilbach Dansk Kunstnerleksikon og har 1987-2024 bidraget med stamtavler og heraldik til Danmarks Adels Aarbog, hvis indhold og opsætning han omformede 2006-2008 og 2024-2025. Fra 2022 æresmedlem af Dansk Adels Forening. Herudover har han leveret historiske og personalhistoriske arbejder til andre bøger og tidsskrifter. Han var initiativtager og bidragyder til bogen Moltke, rigets mægtigste mand (Gads Forlag 2010. ISBN 978-87-12-04354-6 ), og har skrevet Slægten Lange fra Roskilde og Frederikssund (Viborg 2014).